# Belagerung von Jerusalem (1187)
Montgisard – Jakobsfurt – Karak (I) – Cresson – Karak (II) – Hattin – Jerusalem – Tyrus – Belvoir
Die Belagerung der Stadt Jerusalem durch Saladin fand vom 20. September bis zum 2. Oktober 1187 statt und endete mit der friedlichen Übergabe der Stadt.

## Vorgeschichte
Nachdem Saladin die Streitkräfte der Kreuzfahrerstaaten bei Hattin vernichtend geschlagen hatte, eroberte er einen Großteil der nun kaum verteidigten Festungen und Städte der Kreuzfahrer und wandte sich schließlich deren Hauptstadt Jerusalem zu. Balian von Ibelin, der nach glücklicher Flucht von Hattin nach Jerusalem gekommen war, um seine Frau Maria Komnena und seine Kinder in Sicherheit zu bringen, war inzwischen von den Herren der Stadt, nämlich Königin Sibylle und dem Lateinischen Patriarchen von Jerusalem, Heraclius von Caesarea, dazu bewogen worden, die Verteidigung der Stadt zu organisieren.
Am Sonntag, dem 20. September 1187 erreichte Saladin mit einem großen Heer Jerusalem, schlug sein Feldlager auf und begann die Belagerung. Saladins Heer war reichlich mit Belagerungsgerät ausgerüstet und den Kreuzfahrern zahlenmäßig weit überlegen. In Jerusalem befanden sich nur zwei Ritter, die wie Balian aus Hattin entkommen waren, weswegen Balian jeden Knaben, der aus einer Adelsfamilie stammte und über 15 Jahre alt war, sowie dreißig oder vierzig Bürger der Stadt kurzerhand in den Ritterstand erhob. Indessen war die Bevölkerung von Jerusalem durch Flüchtlinge aus dem Umland stark angeschwollen; auf einen Mann kamen fünfzig Frauen und Kinder.

## Die Belagerung
Am 21. September begannen Saladins Truppen die Nord- und Nordwestmauer Jerusalems anzugreifen. Die Verteidiger leisteten erbitterte Gegenwehr und die tiefstehende Sonne blendete die Angreifer. Die Befestigungen erwiesen sich als zu stark, so dass Saladin die Angriffe abbrechen ließ.
In der Nacht vom 25. auf den 26. September verlegte er sein Lager auf den Ölberg an der Nordostseite der Stadt. Während Saladins Bogenschützen und Wurfmaschinen ihnen durch heftigen Beschuss Deckung verschafften, begannen seine Pioniere damit, das Säulentor zu unterminieren, nicht weit von der Stelle, an der die Kreuzfahrer beim Ersten Kreuzzug 1099 nach Jerusalem eingedrungen waren. Am 29. September hatten sie eine große Bresche in die Stadtmauer geschlagen. Die Verteidiger bemannten die Bresche und schlugen den folgenden Sturmangriff mit wilder Verbissenheit zurück, aber insgesamt war die Situation aussichtslos. Die christlichen Soldaten planten einen letzten kraftvollen Ausfall zu unternehmen und wenn nötig den Märtyrertod zu sterben, aber Patriarch Heraclius widersprach ihnen mit dem Argument, dass ihre Frauen und Kinder der unvermeidlichen Sklaverei ausgeliefert seien, wenn sie es täten. Balian schloss sich ihm an und nahm Verhandlungen mit Saladin auf, der sich erst auf Gespräche einließ, als Balian ihm drohte, den Felsendom und die Al-Aqsa-Moschee zu zerstören.
Nach langem Feilschen machten Saladin und Balian ein Geschäft: Die Christen legten die Waffen nieder und jeder von ihnen erhielt die Möglichkeit, sich freizukaufen und freien Abzug mitsamt seiner Habe zu erhalten. Der Preis betrug zehn Dinare für einen Mann, fünf für eine Frau und einen für ein Kind. Auf den Hinweis Balians, dass sich 20.000 Arme in der Stadt befänden, die dieses Kopfgeld niemals aufbringen könnten, hatte Saladin angeboten diese für eine pauschale Summe von 100.000 Dinaren ziehen zu lassen. Da Balian wusste, dass diese Summe nicht aufzubringen sei, vereinbarte er mit Saladin, dass zumindest 7.000 von ihnen für eine Pauschalsumme von 30.000 Dinaren die Stadt verlassen durften. Der Rest der Bevölkerung, der sich nicht freikaufen konnte, wurde in die Sklaverei verschleppt. Doch Saladin verschonte alle Greise (entweder aus Mitleid oder schlicht weil sie keine guten Arbeitskräfte waren) und schenkte seinem Bruder al-Adil, auf dessen Wunsch hin, 1.000 Sklaven, die dieser aus Mitleid in die Freiheit entließ.
Somit zog Saladin am 2. Oktober 1187 – nach 88-jähriger christlicher Herrschaft – in die Stadt ein. Das Datum hatte besondere symbolische Bedeutung für die Muslime – nach muslimischem Kalender war dieser Tag der 27. Radschab, der Jahrestag (siehe al-Isrāʾ), an dem Mohammed gemäß der 17. Sure des Korans in einer Nachtreise Jerusalem aufgesucht hatte und dort in den Himmel getragen wurde.
Die Eroberung Jerusalems durch Saladin erfolgte 550 Jahre nach der ersten Eroberung der Stadt durch den Islam im Jahr 637.
Anders als die christlichen Eroberer, die nach der gewaltsamen Eroberung 1099 ein Blutbad unter der Zivilbevölkerung anrichteten, kam es beim Fall Jerusalems dank der Kapitulation zu keinen gewaltsamen Ausschreitungen. Saladin setzte Wachposten ein, die wirksam verhinderten, dass es zu Plünderungen, Vergewaltigungen oder Tötungen kam.

## Folgen
Jerusalem, nach damaligem (christlichen) Verständnis das Zentrum der Welt und für die Christenheit ähnlich bedeutend wie Mekka für den Islam, war für die Christenheit verloren. Zwar spielte sich der größte Teil des christlichen Lebens in Europa ab, dennoch kam dem Verlust Jerusalems eine enorme Bedeutung zu. Das spirituelle Zentrum der Christenheit war Heiden in die Hände gefallen.
Der Fall Jerusalems versetzte das christliche Europa in Alarmstimmung und wurde Auslöser des Dritten Kreuzzuges, der von den drei wohl mächtigsten Monarchen des christlichen Europas angeführt wurde.
Mit der Einnahme Jerusalems festigte Saladin seine Macht und hatte, wie sich herausstellen sollte, dem Outremer den entscheidenden Schlag versetzt. Auch wenn einige Befestigungen und Städte sich noch Jahrzehnte halten sollten, war die Einnahme Jerusalems der Anfang vom Ende des nahöstlichen, christlichen Königreichs.